# دم تنغ سرنا (كوهمرة خامي)
دم تنغ سرنا (بالفارسية: دم تنگ سرنا) هي قرية تقع في إيران في قسم كوهمرة خامي الريفي. يقدر عدد سكانها بـ 0 نسمة بحسب إحصاء 2016.